# غودبيد العليا (كوه بنج)
غودبيد العليا (بالفارسية: گودبید علیا) هي قرية تقع في إيران في البلدة المركزية.